# 小山長村
小山 長村（おやま ながむら）は鎌倉時代中期の武将。鎌倉幕府御家人。下野国の有力豪族・小山氏の4代当主。父は小山朝長、母は中条家長の娘。
寛喜2年（1230年）、家督を継いだ。
『吾妻鏡』での初出は安貞2年（1228年）5月10日条で流鏑馬の射手を務めた記録で、弓矢に優れており、鶴岡馬場の儀式での射手も務めている。建長から弘長年間には、将軍・宗尊親王の鶴岡八幡宮参詣の供奉人を頻繁に務めている記録が見られる。建長2年（1250年）3月28日、祖父下野入道生西（小山朝政）の十三年忌供養を行う。同年12月28日、伊勢の守藤成以来、長村まで16代相伝した下野国大介職が大神宮雑掌の訴えによって改補されたが、長村の愁訴により、評議によって返却されるべきとされた。
文永6年（1269年）、死去。